# Vlčí potok (přítok Chodovského potoka)

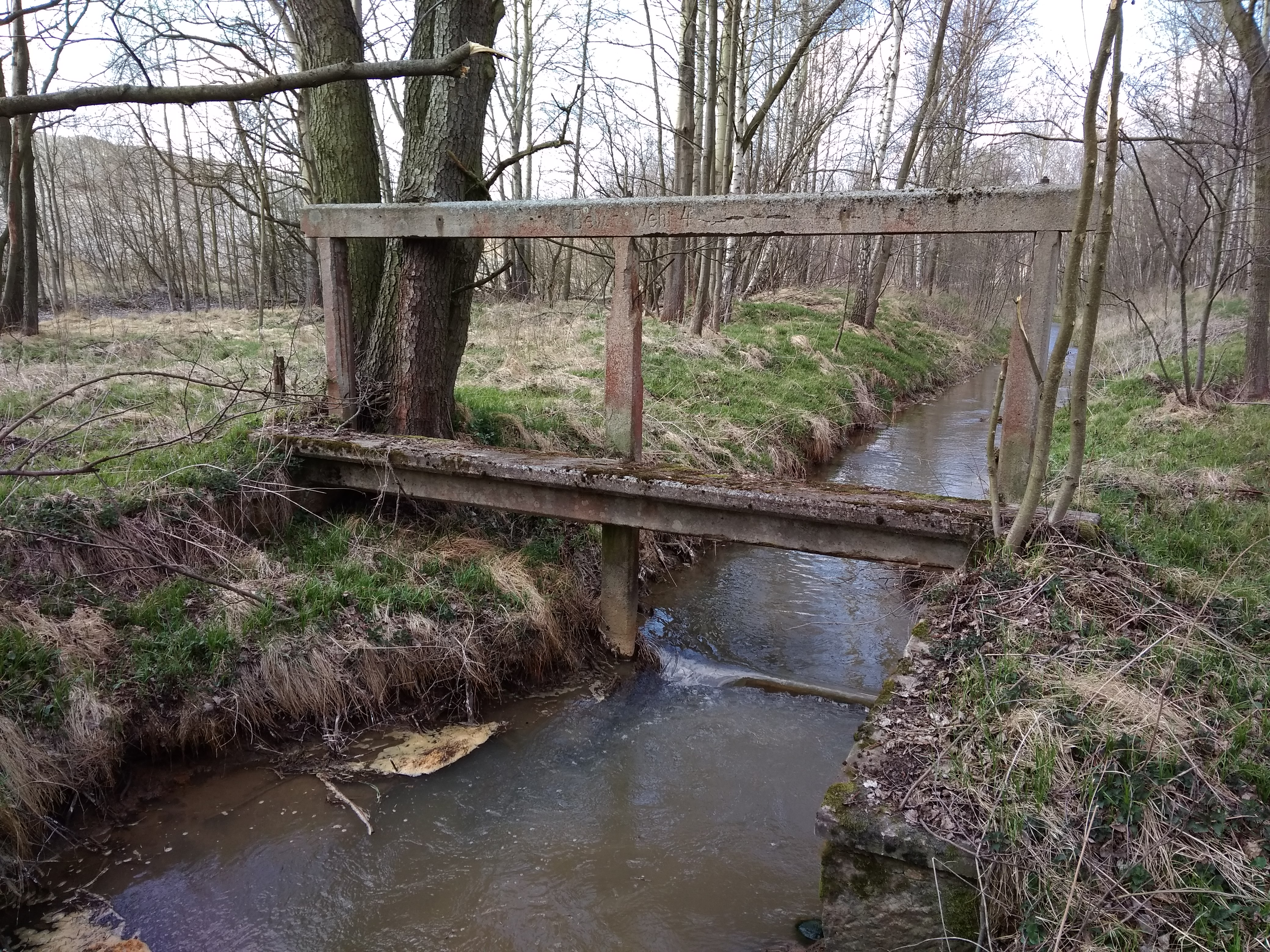
pozůstatek betonového stavidla pod Jimlíkovem

Vlčí potok je menší vodní tok v Krušných horách a Sokolovské pánvi, levostranný přítok Chodovského potoka v okrese Karlovy Vary v Karlovarském kraji. Délka toku měří 10,86 km, plocha povodí činí 21,56 km².

## Průběh toku
Potok pramení v Krušných horách v nadmořské výšce 650 metrů u silnice z Černavy do Nejdku. Pramen se nachází asi 800 m severně od obce Černava, 350 m jihozápadně od vesnice Suchá, části města Nejdek. Od pramene teče potok jihovýchodním směrem, míjí vesnici a chatovou osadu Rájec a u silnice z Božičan do Nejdku opouští Krušné hory a přitéká do Sokolovské pánve.
Při západním okraji Nové Role protéká Novorolským a Božičanským rybníkem. Přes oblast poznamenanou těžbou kaolinu u Jimlíkova přitéká u obce Mírová k silnici z Chodova do Karlových Varů. Pod silnicí padá voda potoka přes dvoumetrový vodopád, nejvodnatější umělý vodopád Karlovarska, do Chodovského potoka.